# Poire Sénateur Vaïsse
Pour les articles homonymes, voir Vaïsse.

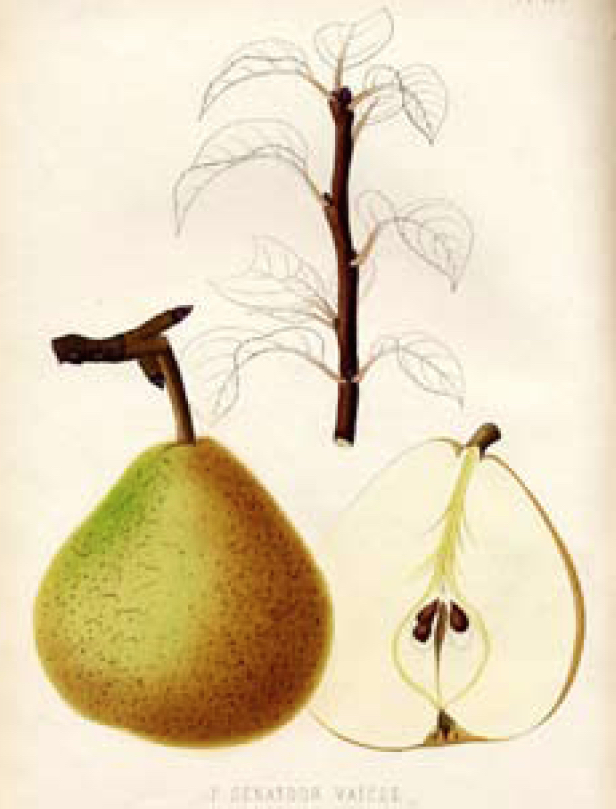
Poire Sénateur Vaïsse.

La Sénateur Vaïsse est une variété de poire, rare et ancienne.

## Synonymes
- Sénateur Vaïsse.
- Vaïsse.

## Origine
Cette poire est créée en 1864 par l'horticulteur lyonnais M. Lagrange, en hommage au sénateur Claude-Marius Vaïsse qui décède subitement cette année-là.

## Arbre
Le bois est peu fort.
Les rameaux assez nombreux et étalés, de grosseur et de longueur moyennes, à peine géniculés, brun clair orangé, finement et abondamment ponctués, aux coussinets aplatis.
Les yeux sont éloignés du bois, ovoïdes, volumineux, à écailles mal soudées.
Ovales ou elliptiques, les feuilles sont légèrement mais régulièrement dentées, avec un pétiole court et assez gros.
L'arbre réussit mieux greffé sur franc que sur cognassier, même si les pyramides sont encore faibles.

## Productivité
Cet arbre se révèle d'une grande fertilité.

## Fruit
Fruit à peau jaune-orange, ponctuée et mouchetée de gris, à chair blanchâtre et juteuse. Le cœur contient parfois de nombreuses granulations.